# Hack and slash
Hack and slash o hack and slay, abreviat H&S o HnS o traduït literalment talla i ratlla, es refereix a un tipus de jugabilitat en els videojocs que s'emfatitza en el combat. El "Hack and slash" va ser en un principi utilitzat per descriure un aspecte dels jocs de rol de llapis i paper (RPGs), traslladar als coneguts MUDs, MMORPGs i altres videojocs en general. En els videojocs de consola, s'utilitza especialment en donar importància al combat amb armes de mà. En altres contextos és més general, i un arquer o un lluitador d'arts marcials desarmat pot participar plenament en el joc del hack and slash. En els videojocs moderns, el sentit del "hack and slash" s'utilitza més especialment com a sitació de joc on el combat és molt repetitiu (també anomenat com a "Button-mashers" o "matxacadors de botons" pel fet de necessitar polsar o teclejar sovint i ràpidament l'ordre de lluitar) com el cas de la saga de Dynasty Warriors o Sengoku Basara.

## Orígens
Les arrels del hack and slash són als jocs de rol de llapis i paper com el Dungeons & Dragons, amb campanyes de violència sense altres elements de la trama o fites importants. El terme en si data almenys tan lluny com en la dècada de 1980, vist en l'article de la revista Dragon de Jean Wells i Kim Mohan que inclou la següent declaració: "Hi ha un gran potencial de hack-and-slash fora del D&D o AD&D; hi ha la possibilitat d'intriga, misteri i romanç, en benefici de tots els personatges en una campanya." L'article continua l'informe de l'experiència d'un jugador de D&D que va afirmar que "quan juga en els tornejos, que s'executa en el tipus de jugador "hack and slash", però la majoria d'ells són homes adolescents."

## Aparicions
El Hack and slash va fer la transició de la taula als videojocs, normalment començant en mons semblants a D&D. Aquesta forma de jugabilitat pot ser ara vist en un gran rang de videojocs de rol, incloent-hi títols famosos com el Lineage, Diablo, Dragon Slayer, Babylonian Castle Saga, Hydlide, Dragon Buster, Ys, Crystalis, Mana, Soul Blazer, King's Field, Tales, Star Ocean, Princess Crown, Monster Hunter, Crisis Core: Final Fantasy VII, i Demon's Souls.
Aquesta forma de jugabilitat ha sigut també estesa més enllà dels videojocs de rol, als videojocs de lluita i els beat 'em up, com són el cas de Golden Axe, Knights of the Round, The King of Dragons, Dungeons & Dragons Collection, Guardian Heroes i Dungeon Fighter Online.
Videojocs d'acció en tercera persona basats en combat que han tingut una bona acollida amb tocs de H&S es poden incloure el Devil May Cry, Onimusha, Ninja Gaiden, Lord of the Rings: The Two Towers, Lord of the Rings: The Return of the King, Heavenly Sword, God of War, Genji, No More Heroes, Conan, Knights of the Temple: Infernal Crusade, Bayonetta, Dante's Inferno, Sword of the Berserk: Guts' Rage, Dynasty Warriors, Severance: Blade of Darkness, Star Wars: The Force Unleashed, Rygar: The Legendary Adventure, Castlevania: Lament of Innocence, Rune, and X-Blades.